# 若宮町 (新宿區)
若宮町（日语：／ Wakamiyachō */?）是東京都新宿區的町名。未實施住居表示。人口972人（2013年8月1日）。郵遞區號為162-0827。

## 地理
位於新宿區東北部。北鄰神樂坂，東接市谷船河原町，東南連市谷砂土原町三丁目，南部與西南部通払方町、南町，西臨袋町。當地往神樂坂方向可見商店與大樓，其他地區為住宅地，東南部附近有東京理科大學設施。

## 歷史
1632年（寛永9年）成立。

### 地名由來
源自勸請鎌倉若宮八幡宮的若宮神社。

## 交通
町域內沒有鐵路車站，可利用飯田橋站與都營大江戶線牛込神樂坂站。

## 設施
- 東京理科大學若宮校舍
- 東京理科大學情報處理中心
- 在日大韓基督教會
- 最高裁判所長官公邸

## 備註
1. ↑  『角川日本地名大辞典 13　東京都』、角川書店、1991年再版、P880
2. ↑  .   [2013-08-10]. （原始内容存档于2014-08-19）.

## 外部連結
- 新宿區役所 （页面存档备份，存于）